# إيجاز (لغة)
الإيجاز أداء المقصود بأقل من العبارة المتعارفة ويقابله الإطناب. وفي اللغة العربية يطلق على أداء المعنى الكثير باللفظ القليل، وهو نوع من البلاغة. فقد قال النقاد «البلاغة الإيجاز»، لأنها تدل على فصاحة المتكلم وتثير العقل وتحرك الذهن. وهو أسلوب أدبي استُخدم في القرآن. كذلك هو أسلوب يربطه الكثير من علماء اللغة العربية بمواضيع أخرى من علم البديع (علم البلاغة).

## أنواع الإيجاز
النوع الأول- إيجاز قِصَر (بكسر القاف وفتح الصاد): وهو ان الألفاظ القليلة تؤدي إلى معانٍ كثيرة من غير حذف. مثال على ذلك: قال الله تعالى«ولكم في القصاص حياة» وما يعني به ان الأية مكونة من كلمتين، وفيها من المعنى الكثير فالقصاص هو قتل القاتل فيه حياة، للذى يريد أن يقتل لأنه يخاف من القصاص فيرجع عما يريد، وكذلك فيه حياة لمن يراد قتله وكذلك قوله تعالى «أولئك لهم الأمن»، ففي الآية إيجاز قِصَر؛ لأن كلمة الأمن يدخل في معناها كل أمر محبوب. وقول محمد صلى الله عليه وسلم: «احفظ الله يحفظك».
أما النوع الثاني- إيجاز بالحذف الأبلغ من الذكر: ويكون بحذف كلمة أو جملة أو أكثر مع قرينة تعين، وتدل على المحذوف، فالجملة فيها إيجاز بالحذف، فقد حذف أحد أجزاء الجملة، وهو المضاف وتقدير المحذوف. مثال: قال تعالى «وأسأل القرية» فاصلها «وأسأل أهل القرية».
وحصر البلاغيون إيجاز الحذفي في اثني عشر شيئاً هي:
1. الحرف، قال تعالى: (ولم أك بغيّاً) أي: ولم أكن.
2. الاسم المضاف، قال تعالى: (وجاهدوا في الله حقّ جهاده) أي: في سبيل الله.
3. الاسم المضاف إليه، قال تعالى: (وأتممناها بعشر) أي: بعشر ليال.
4. الاسم الموصوف، قال تعالى: (ومن تاب وعمل صالحاً) أي: عملاً صالحاً.
5. الاسم الصفة، قال تعالى: (فزادتهم رجساً إلى رجسهم) أي: مضافاً إلى رجسهم.
6. الشرط، قال تعالى: (فاتَّبعوني يُحبِبكم الله) أي: فإن اتَّبعتموني يحببكم.
7. جواب الشرط، قال تعالى: (ولو ترى إذ وقفوا على النار) أي: لرأيت أمراً عظيماً.
8. المسند، قال تعالى: (ولئن سألتهم من خلق السماوات والارض ليقولنّ الله) أي: خلقهنّ الله.
9. المسند اليه، كقوله: (قال لي كيف أنت؟ قلت: عليل) أي: أنا عليل.
10. المتعلّق، قال تعالى: (لا يُسئل عمّا يفعل وهم يُسئلون) أي عمّا يفعلون.
11. الجملة، قال تعالى: (كان الناس اُمَّة واحدةً فبعث الله النبييّن) أي: فاختلفوا.
12. الجمل، قال تعالى: (فأرسلون، يوسف أيّها الصدّيق) أي فأرسلوني إلى يوسف لأقصّ عليه الرؤيا وأستعبره عنها، فأتاه، وقال: (يوسف...).[2]

## الإيجاز عند علماء اللغة
جاء في لسان العرب لابن منظور أنّ الإيجاز لغة: «وَجُزَ الكَلاَمُ وجازةً ووجزًا وأوْجَزَ: قلَّ في البلاغة أوجَزَهُ: اختصره، قال ابن سيدة: بين الإيجاز والاختصار فرق منطقي ليس هذا موضعه»، أما اصطلاحا فهو: «أداء المقصود من الكلام بأقل من عبارات متعارف الأوساط».
وتعود الإرهاصات الأولى لظاهرة الإيجاز إلى حديث الجاحظ في كتابه «البيان والتبيين» عن أخبار تعكس حدّ البلاغة بكونها الموجز من القول، من بين ذلك هذا الحديث، يقول: «قال معاوية: ما تعدّون البلاغة فيكم؟ قال: الإيجاز، قال له معاوية: وما الإيجاز؟ قال صحار: أن تجيب فلا تبطئ، وتقول فلا تخطئ، فقال له معاوية: أو كذلك تقول يا صحار؟ قال صحار: أقلني يا أمير المؤمنين، ألا تبطئ ولا تخطئ»، وللجاحظ إشارات واضحة تترجم اعتبار البلاغة هي الإيجاز في القول يقول: «… حدثني صديق لي قال: قلت للعتابي: ما البلاغة؟ قال: كل من أفهمك حاجته من غير إعادة ولا حسبة ولا استعانة فهو بليغ…»، ومنها أيضا ما أورده من قول الأعرابي: «قال لي المفضّل بن محمّد الضبيّ: قلت لأعرابي منّا: ما البلاغة؟ قال لي الإيجاز في غير عجز والإطناب في غير خطل».
ويتبيّن لنا أنّ كلام الجاحظ يدور حول الإفهام والفهم والبيان والإفصاح والإبلاغ بما هو إيصال مقصد، فلا نجده في الأعم الأغلب يُشير إلى خصائص النّص إنمّا يُلحّ على أن يتوفّر بين طرفي الخطاب تناسب وتوافق يسمح بتحقيق التّواصل بينهما، وذلك كأن يكون المتكلّم قادراً على الإبلاغ والسامع مهيأ للامتثال لما يُقال له. وإنْ عاينّا الظاهرة من وجهة نظر لسانية حديثة فإنّنا واجدون الجاحظ في صُلْب قراءة من نوع تحليل الخطاب تهتم بطرفي الخطاب من باثٍّ ومتقبّل ويسير تحت ظلال مقولة “لكل مقام مقال”.
ومن المولعين بالإيجاز الذين ذكرهم الجاحظ جعفر بن يحي الذي كان يقول لكتّابه: «إن استطعتم أن يكون كلامكم كله مثل التوقيع فافعلوا».
ولم يكنْ الجاحظ منفردا في إيراد قيمة الإيجاز وارتباط حدّ البلاغة به وإنّما كان رائدًا في لفت النّظر لهذا المفهوم، فنحن نجد لدى الرماني وابن المعتز والجرجاني والسكاكي إشارات إلى قيمة الإيجاز في البلاغة، واعتبارهم «البلاغة لمحة دالة» تقول الكثير بالقليل وترتكز على الإيحاء والتّلميح، فكل من نحا في هذا الاتجاه يؤكّد على التّقليل في اللفظ مع إشباع المعنى، فصاحب كتاب (نكت إعجاز القرآن) يقول عن الإيجاز إنّه: «تقليل الكلام من غير إخلال بالمعنى، إذا كان المعنى يمكن أن يعبّر عنه بألفاظ كثيرة ويمكن أن يعبّر عنه بألفاظ قليلة، فالألفاظ القليلة إيجاز». وفي هذا الملمح اتجاه واضح نحو الإعلاء من قيمة المعنى وإعطائه حظوة خاصة.
ولا يمكن تجاوز الحديث عن ظاهرة الإيجاز دون التوقّف عند رؤية عبد القاهر الجرجاني، الذي يُفرد باباً للإيجاز، والأهمّ في كل ذلك بالنسبة لصاحب دلائل الإعجاز أنّ الإيجاز في المعنى وليس كما يدّعي أصحاب اللفظ، حيث يرى أنّه لا جدوى من تقليل المعنى وتكثيره في مستوى بنية اللفظ والأصوات، «لأنّه لا معنى للإيجاز إلاّ أن يدلّ بالقليل من اللّفظ على الكثير من المعنى، وإذا لم تجعله وصفا للفظ من أجل معناه، أبطلت معناه، أعني أبطلت معنى الإيجاز». ومن هذا المنطلق فإنّ الجرجاني ينظر للمسألة من بعد يتجاوز حدود البعد الكمي الذي وُجِد عند البلاغيّين قبله، ويؤسّس لإيجاز المعنى.

## مواقع الإيجاز
من المواقع التي يُستحسن فيها الإيجاز:
- الشكر على النعم.
- الاعتذار.
- الوعد.
- الوعيد.
- العتاب.
- التوبيخ.
- التعزية.
- شكوى الحال.
- الاستعطاف.
- أوامر الملوك ونواهيهم.[2]